# Onychembolus
Onychembolus là một chi nhện trong họ Linyphiidae.